# Xizangia (Scrophulariaceae)
Xizangia (Scrophulariaceae) é um género botânico pertencente à família Scrophulariaceae..